# Bokinka Królewska
Bokinka Królewska – wieś w Polsce, położona w województwie lubelskim, w powiecie bialskim, w gminie Tuczna}.
W latach 1975–1998 miejscowość administracyjnie należała do województwa bialskopodlaskiego.
Wieś jest sołectwem w gminie Tuczna. Według Narodowego Spisu Powszechnego z roku 2011 wieś liczyła 238 mieszkańców.
Wierni Kościoła rzymskokatolickiego należą do parafii św. Anny w Tucznej. Wyznawcy prawosławia należą do parafii św. Anny w Międzylesiu.

## Integralne części wsi
| Integralne części wsi Bokinka Królewska |            |           |
| SIMC                                    | Nazwa      | Rodzaj    |
| 1024244                                 | Czuble     | część wsi |
| 1024267                                 | Dębowy Lód | część wsi |
| 1024273                                 | Dołga      | część wsi |
| 1024304                                 | Gaje       | część wsi |
| 1024340                                 | Kąt        | część wsi |
| 1024379                                 | Łysek      | część wsi |
| 1024391                                 | Mańkowice  | część wsi |
| 0021025                                 | Piaski     | część wsi |
| 1024698                                 | Sieleckie  | część wsi |
| 0021031                                 | Wierzbiny  | część wsi |
| 1024758                                 | Wieś       | część wsi |
| 0021048                                 | Zabłocie   | część wsi |

## Historia
Według spisu powszechnego z roku 1921 miejscowość Bokinka Królewska w ówczesnej gminie Kościeniewicze posiadała 77 domów i 418 mieszkańców